# 에레아
에레아(Erreà)는 이탈리아의 스포츠 의류 제조 업체이다.